# Građanska i politička prava
Građanska i politička prava su vrsta prava koja štite slobodu pojedinca od mogućih povreda vlada, društvenih organizacija i privatnih osoba. Ona osiguravaju pravo sudjelovanja u građanskom i političkom životu društva i države bez diskriminacije i represije.
Građanska prava uključuju zaštitu tjelesnog i mentalnog integriteta, života i sigurnosti ljudi; zaštitu od diskriminacije na osnovu rase, spola, seksualne orijentacije, rodnog identiteta, nacionalnog porijekla, boje kože, dobi, političke pripadnosti, etničke pripadnosti, vjere i invaliditeta. Građanska prava uključuju i pojedinačna prava kao što su pravo na privatnost i slobodu misli, govora, religije, okupljanja i kretanja.
Politička prava jamče pravo na sudjelovanje u civilnom društvu i politici, uključujući slobodu udruživanja, pravo na okupljanje, pravo na peticiju, pravo na samoobranu i pravo glasa. Politička prava uključuju i pravednost u provođenju zakona, te prava optuženika, uključujući pravo na pravično i pravodobno suđenje; pravo na obnovu procesa ili pravni lijek.
Građanska i politička prava čine izvorni i glavni dio međunarodno priznatih ljudskih prava. Teorija triju generacija ljudskih prava češkog pravnika Karela Vasaka razmatra ovu skupinu prava kao "prava prve generacije". Nazivaju se još i "plavim" pravima. Teorija negativnih i pozitivnih prava smatra ih negativnim pravima jer služe zaštiti pojedinca od prevelikog upliva države.

### Povijest
Izraz "građanska prava" prijevod je latinskog jus civis (prava građanina). Rimski građani mogli su biti ili slobodni (libertas) ili robovi (servitus), ali svi su imali zakonska prava. Nakon Milanskog edikta 313. godine, ta su prava uključivala i slobodu vjeroispovijesti. Međutim, Solunski edikt iz 380. godine zahtijevao je od svih podanika Rimskog carstva da ispovijedaju katoličko kršćanstvo. Rimska pravna doktrina bila je izgubljena tijekom srednjeg vijeka, ali tvrdnje o univerzalnim pravima i dalje su se mogle iznositi na temelju kršćanske doktrine. Prema vođama Kettove pobune 1549. "svi robovi mogu biti slobodni, jer je Bog oslobodio sve ljude prolivši svoju dragocjenu krv za njih."
U punom smislu građanska i politička prava definirana su tijekom 17. i 18. stoljeća u razdoblju prosvjetiteljstva. Političke teorije povezane s engleskom, američkom i francuskom revolucijom kodificirane su u engleskoj Povelji o pravima 1689. te potpunije u francuskoj Deklaraciji o pravima čovjeka i građanina 1789. i američkoj Povelji o pravima iz 1791. godine.
Građanska i politička prava su zadobila status međunarodnog prava člancima 3. do 21. Opće deklaracije o ljudskim pravima iz 1948. a kasnije u Međunarodnom paktu o građanskim i političkim pravima iz 1966. godine. U Europi su ugrađena u Europsku konvenciju o ljudskim pravima 1953. godine.

### Zaštita prava
T. H. Marshall primjećuje da su građanska prava među prvima bila priznata i kodificirana, potom su priznata politička, a nešto kasnije i socijalna prava. U mnogim su zemljama građanska prava zajamčena Ustavom i popisana Poveljom o pravima ili sličnim dokumentom. Građanska i politička prava ne trebaju nužno biti kodificirana da bi se zaštitila. Međutim, većina demokracija u svijetu ima formalna pisana jamstva građanskih i političkih prava. Građanska prava smatraju se prirodnim pravima. Thomas Jefferson u svom Sažetom pogledu na prava Britanske Amerike napisao je da "slobodni ljudi [polažu pravo] na svoja prava jer to proizlazi iz zakona prirode, a nije poklon Vrhovnog suda."
Pitanje na koga se primjenjuju građanska i politička prava predmet je polemike. Iako u mnogim zemljama državljani imaju veću zaštitu od kršenja njihovih prava od nedržavljana, građanska i politička prava općenito se smatraju univerzalnim pravima koja vrijede za sve osobe.
Prema politologu Salvadoru Santinu F. Regilmeu mlađem, prilikom analize uzroka i nedostataka u zaštiti od kršenja ljudskih prava na globalnom Jugu trebalo bi se usredotočiti na interakciju domaćih i međunarodnih čimbenika – važna perspektiva koja se obično sustavno zanemaruje u znanstvenoj literaturi.

### Društveni pokreti za ljudska prava
Građanska prava jamče svima jednaku zakonsku zaštitu. Kada građanska i politička prava nisu zajamčena svima kao dio jedinstvene zakonske zaštite ili kad takva jamstva postoje na papiru, ali se u praksi ne poštuju, može doći do građanskog otpora, upotrebe pravnih postupaka, pa čak i socijalnih nemira.
Diljem svijeta se u razdoblju od 1950. do 1980. pojavio niz značajnih političkih pokreta za jednakost pred zakonom. Ti su pokreti imali pravni i ustavni aspekt i rezultirali su donošenjem velikog broja zakona na nacionalnoj i međunarodnoj razini. Imali su i aktivističku stranu, posebno u situacijama kada su kršenja prava bila široko rasprostranjena. Neki od najznačajnijih pokreta s proklamiranim ciljem osiguranja poštovanja građanskih i političkih prava su:
- pokret za građanska prava u SAD-u, gdje su kršena prava crnaca;

- Sjevernoirska asocijacija za građanska prava, osnovana 1967. zbog nepoštovanja prava rimokatoličke manjine u ovoj pokrajini Ujedinjenog Kraljevstva;

- pokreti u mnogim komunističkim zemljama, poput Praškog proljeća 1968. i Povelje 77 u Čehoslovačkoj i pobune u Mađarskoj 1956.

Većina pokreta za građanska prava oslanjala se na tehniku građanskog otpora, koristeći nenasilne metode za postizanje svojih ciljeva. U nekim su zemljama borbu za građanska prava pratili ili slijedili građanski nemiri, pa čak i oružane pobune. Iako su pokreti za građanska prava tijekom posljednjih sedamdeset godina rezultirali proširenjem građanskih i političkih prava, proces je u mnogim zemljama bio dug i nelinearan, a mnogi od tih pokreta nisu u potpunosti postigli svoje ciljeve.

### Problemi i analize
Građanska i politička prava često su problematizirana. Primjerice, postavlja se pitanje u kojoj bi mjeri vlada trebala intervenirati kako bi zaštitila pojedince od kršenja njihovih prava od strane drugih pojedinaca ili korporacija – npr. na koji način se treba nositi s diskriminacijom u zapošljavanju u privatnom sektoru.
Građanskim i političkim pravima bavi se i politička teorija. Suprotstavljene vizije mogu se pronaći u Anarhiji, državi i utopiji Roberta Nozicka i Teoriji pravednosti Johna Rawlsa. Utjecajni autori na tom području su i Wesley Newcomb Hohfeld i Jean Edward Smith.